# Droit du haut Moyen Âge
Le droit du haut Moyen Âge peut être décomposé en deux grands domaines géographico-juridiques : l'Occident tout d'abord, qui comprend toujours le droit romain auquel s'ajoutent les codes des royaumes barbares, ou lois barbares (leges barbarorum). Elles apparaissent dès le milieu du Ve siècle dans les premiers royaumes du haut Moyen Âge avant même la fin de l'Empire romain d'Occident (476). C'est le droit romano-germain. On peut lui rajouter le droit anglo-saxon qui apparaît un peu plus tard au VIIe siècle ainsi que le droit de contrées périphériques comme celle des peuples scandinaves, slaves et celtes. Tout cet ensemble est aussi marqué par l'influence de l'Église et du droit canonique ; l'Orient ensuite, avec d'une part le droit byzantin directement hérité du droit romain et d'autre part le droit arabo-musulman issu du Coran qui va se diffuser en Orient, en Afrique du Nord et dans l'Al-Andalus.

## Droit romain

### Fonctionnement du droit romain auVesiècle
La situation à l'avènement de Théodose II (408) en Orient et de Valentinien III (425) en Occident montre un partage législatif. En effet, la division de l'Empire romain (Partitio Imperii) a provoqué le problème du partage législatif et ce, à partir du règne de Licinius (308-324). Plus encore, à partir de 364 (règne de Valentinien Ier et de Valens), la division dans la production des lois est effective. De cette date jusqu'en 395, s'est ouverte une ère d'« émancipation législative » : chaque Auguste légifère pour sa partie d'empire et n'a pas l'obligation de transmettre ses lois dans l'autre part. Néanmoins, dans ce cas, il y a quand même eu de nombreux emprunts législatifs et des lois entières ont pu même être adoptées dans chaque partie (cf. l'exemple du code de Théodose ci-après).
Le Code de Théodose ou Code théodosien (en latin : Codex Theodosianus) constitue un recueil de décisions impériales romain ordonné le 26 mars 429 par Théodose II et promulgué par lui-même le 15 février 438. Le sénat de Rome prit officiellement connaissance de l'ouvrage le 25 décembre 438 et il entra en vigueur le 1er janvier 439.
À partir de 395 (règne d'Honorius et d'Arcadius) commence une nouvelle ère, celle de l'« indépendance législative ». Les chancelleries et les préfectures du Prétoire sont totalement indépendantes et, en matière législative, le partage de l'empire est effectif même si l'unanimitas imperii, l'indivisibilité morale de l'empire, est toujours proclamée.
Après la promulgation du Code théodosien, de nouvelles constitutions impériales voient le jour. Ce sont les « Novelles post théodosiennes ». En 447, Théodose II adresse ainsi ses Novelles promulguées après 438 pour confirmation et publication à Valentinien III qui y procède en 448. Les Novelles de Valentinien III sont aussi publiées de 438 à 445. Cinq Novelles de Marcien seront transmises par la lex romana visigothorum (appelé aussi Bréviaire d'Alaric).

### Maintien du droit romain et personnalité des lois
Au Ve siècle, au moment où les peuples germains vont petit à petit contrôler une part de plus en plus importante de l'empire romain d'Occident, au moment de l'effondrement des structures romaines et notamment de l'échelon municipal, la loi impériale demeure quand même appliquée. En effet, les nouveaux arrivants vont l'utiliser pour les Romains et vont continuer, dans un premier temps, à se servir de leurs coutumes. Ce n'est que par la suite que les rois barbares feront mettre par écrit des codes de lois, car cela constitue pour eux un important enjeu d'autorité.

#### Le principe de personnalité des lois
À l'opposé du droit romain dans lequel tous les hommes libres étaient jugés selon les mêmes textes produits par le même législateur (en ne tenant pas compte des différences entre la pars occidentis et la pars orientis), les nouveaux codes de lois ont introduit un système dans lequel chaque homme est jugé en fonction de son appartenance à un peuple. La loi ne s'applique pas à un territoire donné mais aux individus où qu'ils se trouvent. C'est le principe de la personnalité des lois. Cependant, pour la majorité des Romains, le régime juridique n'a pas changé et ils ont toujours été jugés en fonction du droit impérial. Ce dernier est représenté par le Code théodosien qui a été résumé par les Wisigoths en lex romana visigothorum (loi romaine des Wisigoths) en 506. Ce code législatif a servi non seulement aux Romains sous domination wisigothique mais aussi dans le royaume franc à partir du VIe siècle. Cette personnalisation et ce maintien du droit romain a aussi concerné l'Église. Ainsi, en Bavière, les clercs étaient soumis aux lois romaines quelles que soient leurs origines, de même que les Juifs même s'ils étaient jugés par leurs propres tribunaux rabbiniques pour les affaires internes à leur communauté.

#### La territorialisation des lois
Dans un second temps, lorsque les peuples se sont un peu plus mélangés, influencés, au moment où les distinctions en fonction des origines se sont estompées, l'attache territoriale a fini par l'emporter sur l'appartenance. Ainsi, par exemple, à la fin du règne de Clovis, toutes les personnes de son royaume sont jugées en fonction de la loi salique. On est donc passé de la personnalité des lois, système caractéristique du haut Moyen Âge à la territorialité du droit. Cependant, comme ces nouvelles lois barbares relevaient plutôt du droit privé (Cf. infra), les nouveaux États s'en remettaient au droit romain pour le droit public.
Cette pratique a suscité des débats et les historiens n'ont pas tranché la question de savoir si la personnalité des lois n'était pas une illusion documentaire car les abrégés de droit romain et les lois barbares pourraient parfois s'adresser aux mêmes populations.

## Droit romano-germain

### Influences dans la production de la loi

#### Influence du droit romain et nouvelles pratiques de règlement des conflits
L'influence du droit romain est très marquée dans l'ensemble des lois barbares, spécialement là où, comme dans le cas des Burgondes, les Germains étaient déjà établis dans l'Empire en qualité de fédérés ; ils bénéficiaient d'un régime juridique précis : l'hospitalitas. Les Germains étaient des hôtes pour Rome. L'empereur obligeait les propriétaires à partager leur domaine avec les chefs barbares. Dans ce cas, le droit et sa vertu pacificatrice ont permis de gérer une situation de crise. D'autres peuples, comme les Alamans, n'eurent qu'un contact indirect avec la culture juridique romaine et n'auront pas des lois aussi influencées par la romanité que les autres.
Cependant, même si l'influence du droit romain est indéniable, la pensée juridique des peuples est aussi bien présente et les textes posent souvent des problèmes difficiles de traduction et d'interprétation. Les lois barbares présentent en plus des affinités entre elles et la question des influences réciproques et des éventuelles sources communes n'a pas encore été tirée au clair.
Enfin, il faut noter qu'il est difficile parfois de déterminer d'où vient l'influence car ces lois ne sont sans doute pas substantiellement différentes de ce qu'était devenu au Ve siècle le droit romain vulgaire effectivement appliqué dans les provinces.
Ainsi, et de manière générale, les premiers codes sont marqués par la rencontre des peuples « barbares » avec l'Empire romain ainsi que par l'exemple de l'Église : tous ces textes ont été rédigés en latin, à l'exception des premières lois anglo-saxonnes, celtes et scandinaves et contiennent des dispositions empruntées aussi bien au droit coutumier et statutaire des nouveaux souverains qu'au droit romain et au droit ecclésiastique. Elles donnent ainsi une image complexe des normes et des conceptions juridiques du haut Moyen Âge et constituent de ce fait une source historique de valeur. S'y mêlent la volonté de l'imperium christianum et celle de la puissance séculière.
Les nouveaux États tentent en effet, dans une société toujours plus complexe, d'endiguer les anciennes habitudes de vengeance et de guerre privée en les remplaçant par des procédures de conciliation (versement d'argent au blessé, voire à son clan, en dédommagement de blessures, le tout clairement codifié dans des tarifs de composition). Il s'agissait d'établir des procédures pour éviter le déclenchement de cycle de vengeance (faide, faide royale) entre le groupe familial de la victime et celui de l'agresseur. Pour expier un meurtre, l'agresseur peut verser à la famille de la victime une somme d'argent proportionnelle à la valeur du défunt. C'est le « prix de l'homme » (ou Wergeld). Plus généralement, le droit barbare fixe un prix pour les vols, violences, atteintes à la pudeur, insultes et calomnies.
Quelques lois introduisent l'idée de duel judiciaire (comme la loi Burgonde) ou l'épreuve judiciaire. Ainsi, lorsque les preuves ne suffisent pas à établir la vérité, le juge peut demander une ordalie. On fait appel au(x) dieu(x) pour déterminer qui a menti. L'épreuve consiste par exemple à saisir un fer porté au rouge sans se brûler ou récupérer un anneau au fond d'un chaudron d'eau bouillante. Cependant, selon les historiens Courmet et Dumézil « l'ordalie ne constitue (...) peut-être que la menace ultime brandie par le juge pour éviter les faux témoignages » car on ne les rencontre quasiment pas dans les sources narratives.
Il existe donc à cette époque deux sortes de droit qui coexistent dans les sociétés où l'autorité législative existe : le droit public, officiel, et les droits cachés. Le droit public est fondé sur l'archétype de la soumission : l'assemblée judiciaire impose au coupable, par l'intermédiaire du juge, de se soumettre au verdict rendu. Les droits cachés font intervenir des mécanismes qui sont issus d'autres archétypes et qui aboutissent, plus ou moins rapidement, à une conciliation entre les parties.

#### Droit canon et influence de l'Église
Avant l'influence directe du droit canon sur la législation, l'Église a joué un rôle important à l'échelle locale : avec la disparition progressive des curies municipales, l'évêque a dû assumer bon nombre d'attributions dévolues à cette dernière et notamment celui de juge pour les affaires purement civiles. Au plus haut niveau, les relations entre pouvoir et religion sont telles que l'Église a élaboré progressivement une théologie du pouvoir : elle en est venue à confier la responsabilité d'une bonne gestion du royaume à une famille unique. Ainsi, « en 640, un évêque écrit à son souverain [mérovingien, qu'il est] un ministre de Dieu (...) et (...) que ceux qui font le mal sachent qu'[il est] un puissant justicier ».
Le droit canon peut être défini comme un « corps de règles fondées sur la parole de Dieu, mais formulées par des hommes qui s'en font les interprètes ». Il a été élaboré progressivement et, au cours des VIIe et VIIIe siècles, les décisions des conciles et les décrétales donnent corps à la législation religieuse qui peu à peu s'impose. Le droit ecclésiastique qui réglemente ainsi la morale et les différents événements de la vie s'est formé par l'agrégation de ces sources. Ainsi, la Dionisiana du VIe siècle a été utilisée pour rédiger la collection d'Albi (fin VIe siècle) par le prêtre Perpetus pour l'évêque Didon. La collection d'Angers aussi appelée Vetus Gallica a été constituée sous la direction de Léger d'Autun puis complétée au VIIIe siècle à Corbie. Elle comprend 400 canons répartis en 64 titres et elle est insérée dans de nombreux manuscrits, preuve de sa grande diffusion. La collection de Saint-Amand emprunte des canons à la collectio Hispana réunie sous Isidore de Séville (elle prend ainsi donc le nom de collectio Isidoriana) et augmentée de ceux de Julien de Tolède (les canons des conciles de Carthage et des conciles wisigothiques s'y retrouvent). Elle inspirera la législation carolingienne via l'Hispana Gallica et l'Hispana Gallica Augustodunensis.
La réunion des conciles par le roi, acte pouvant être politique comme celui de Paris en 614 qui montre la réunification du royaume sous l'autorité de Clotaire II, l'engage aussi à faire respecter leurs décisions en matière civile au moyen d'un édit de confirmation. Ainsi, la loi s'enrichit au cas par cas, d'interdictions chrétiennes comme l'interdiction des fêtes païennes au concile de Carthage de 401, de la condamnation du divorce, toujours à Carthage en 407 (cf. aussi le divorce au haut Moyen Âge dans la loi) ; de la définition du mariage et donc de l'inceste au concile de Compiègne en 757 ou encore de la confirmation des lois restrictives à l'encontre des juifs (XIIe concile de Tolède en 681).

#### Relation entre juridiction civile et juridiction ecclésiastique
Le premier canon du concile d'Angers en 453 est remarquable par sa portée historique puisqu'il interdit aux clercs « d'aller contre un jugement épiscopal et de recourir aux tribunaux séculiers sans avoir consulté leurs évêques » (les clercs étaient exempts de la juridiction civile des princes du siècle et relevaient de la compétence de l'évêque). Inversement, l'Église n'hésitera pas à condamner les plus hautes autorités de l'État et à jouer ainsi un rôle politique. Que cela soit à l'échelle « régionale » (Boson, comte d'Autun, exerçant les fonctions ducales dans le Lyonnais, le Viennois, et en Provence, fut proclamé « roi de Bourgogne » au concile de Mantaille en 879) ou à celle d'un royaume beaucoup plus vaste comme celui de Paris en 829 qui traite de la succession de l'empereur et a donc pour but, entre autres, de modifier l'Ordinatio Imperii, qu'il a lui-même institué en 817. À ce propos, comme l'a souligné Robert Bartlett, la politique judiciaire carolingienne vise à développer une justice efficace et chrétienne, qui soit conforme à la volonté de Dieu. Quant à l'Empire byzantin, notamment en Orient, il était devenu d'une certaine manière un « État-Église », au point de former, sous le règne de Théodose II (408-450), une structure dans laquelle le séculaire et le religieux étaient un tout.

### Codes des peuples germains
Entre le Ve siècle et le VIIIe siècle, une série de « lois » est promulguée par les rois des peuples germains. Il faut distinguer deux périodes à propos de cette législation au cours desquelles les conditions politiques diffèrent.
Entre 450 et 630, les Wisigoths, les Burgondes et les Francs installés dans l'Empire romain se donnent des lois. Les deux premiers reçoivent une double législation, l'une se déclare loi des « conquérants », l'autre se dit « loi romaine des Wisigoths » ou des Burgondes. Clovis, pour le troisième, édictera une loi non pas pour les seuls Francs mais pour tous les barbari de son royaume sous une forme qui fait apparaître des concepts juridiques romains et des institutions judiciaires romaines.
Au début du Ve siècle, la Gaule est régie par le droit romain tel qu'il est compilé dans le Code de Théodose depuis 438. De leur côté les peuples Francs, Wisigoths et Burgondes utilisent leurs propres lois : la loi salique (Pactus legis salicæ) pour les premiers, dont un premier exemplaire a été probablement rédigé entre 508 et 511 ; le code d'Euric (Codex Euricianus) daté de 470-480 et l'Edictum Theoderici (après 450) suivi par le Bréviaire d'Alaric en 506, lui-même remplacé par le Liber Iudiciorum en 654 ; enfin la loi Gombette (Lex gundobada), des Burgondes écrite en 502, sur ordre sans doute du roi Gondebaud, d'où son nom. À cela s'ajoute plus tard, au VIIe siècle, la loi ripuaire pour les Francs installés sur les rives du Rhin et le Leges langobardorum en 643.

#### Loi salique

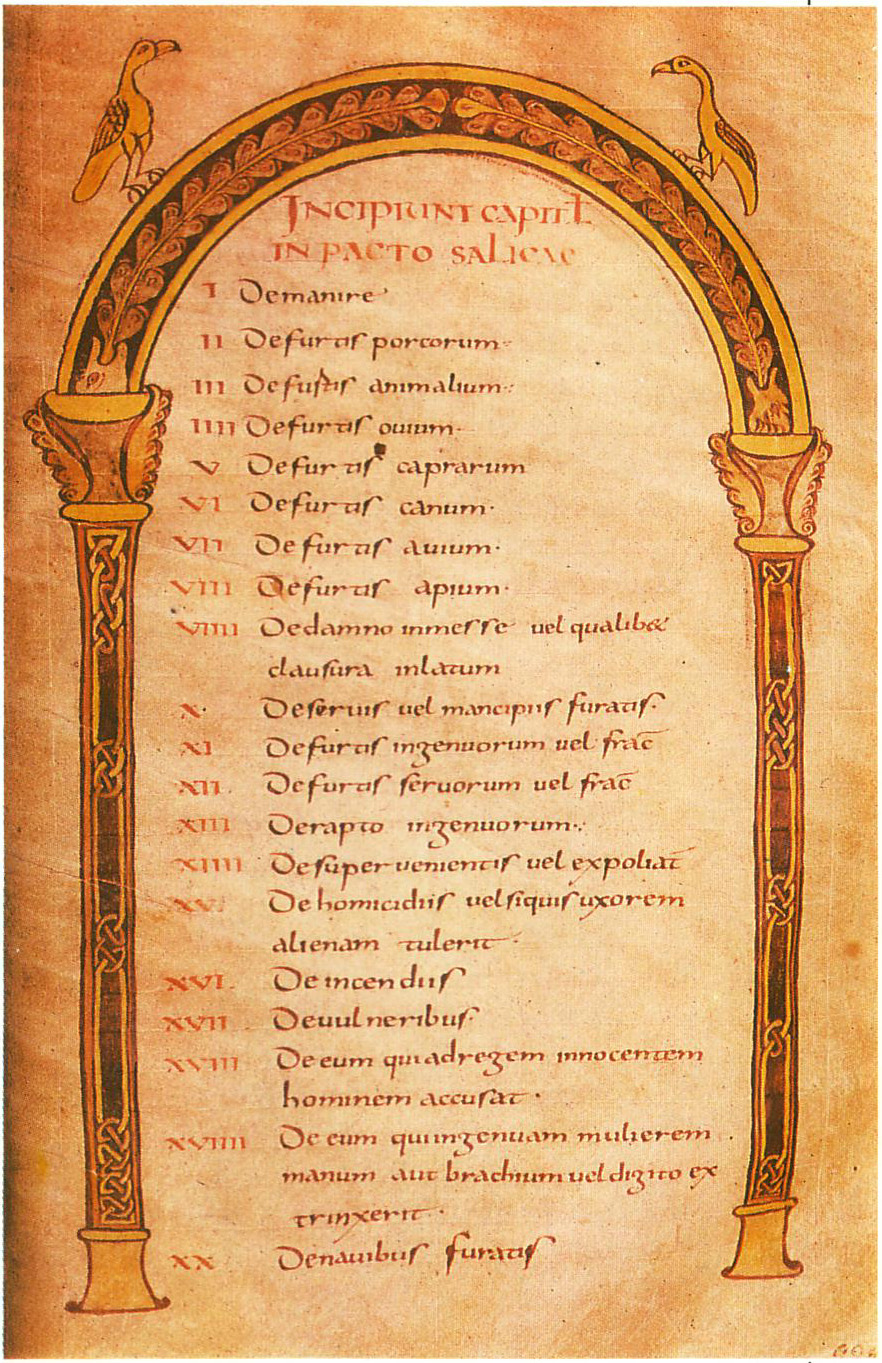
Loi salique

La loi salique est un code de loi élaboré, selon les historiens, entre le début du IVe siècle et le VIIe siècle pour le peuple des Francs dits « saliens ». Rédigé en latin, il portait surtout sur le droit pénal et les tarifs de composition car son objectif était, entre autres, de mettre fin à la faide (vengeance privée) en imposant le versement d'une somme d'argent. Sa forme la plus ancienne est celle en 65 titres du Pactus legis salicae rédigé après la pénétration des Francs dans l'Empire. Le prologue de la loi signale que le texte fut préparé par des juristes avec des grands du royaume au cours de trois assemblées, mais c'est Clovis qui en a l'initiative et qui la promulgue.

#### Lex Baiuvariorum
La Lex Baiuvariorum est un recueil des lois tribales des Bavarii du VIe au VIIIe siècle. La première d’édition a été faite par Eberswind, premier abbé de Niederaltaich, en 741 ou 743. Le duc Odilon, fondateur, complète le code autour de 748. Il s'agit d'un des organes les mieux connus de la loi tribale germanique.

#### Edictum Theoderici
L'Edictum Theoderici a été promulgué après 450 par Théodoric II, roi des Wisigoths. C'est le seul code qui soit fondé sur le principe de la territorialité des lois (avec une exception pour les Juifs auxquels il donne ses propres juges).

#### Codex Euricianus
Le Code d'Euric (en latin : codex Euricianus) est un ancien texte de loi qui fixe par écrit les lois orales germaniques ou « coutumes », applicables à la population qui s'est établie sur une partie de la Gaule du Sud et de l'Espagne, les Wisigoths. Il plonge ses racines dans les édits de Théodoric Ier et Théodoric II, précédents rois wisigoths.

#### Breviarium alarici

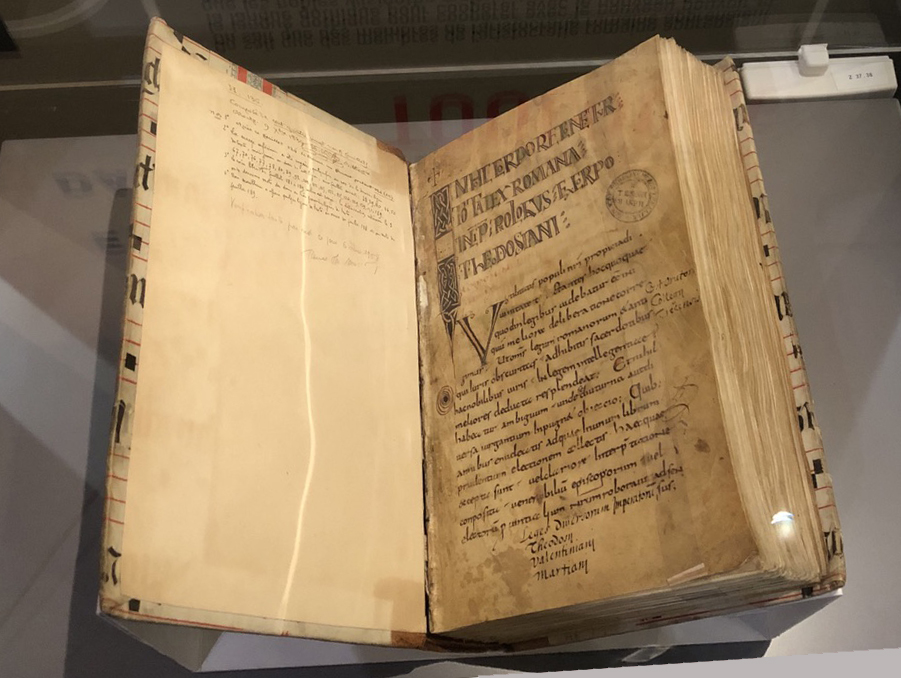
Bréviaire d'Alaric

Le Bréviaire d'Alaric (latin : breviarium alarici ou breviarium alaricianum, c'est-à-dire abrégé d'Alaric), appelé Lex Romana Visigothorum ou tout simplement code Alaric, est un recueil de droit romain promulgué par le roi wisigoth Alaric II en 506. Il s'agit principalement d'une compilation, une juxtaposition de textes déjà publiés ou connus dont la majeure partie vient du code théodosien (438) et de ses interprétations. Elle a été faite par Anien et est destinée aux sujets gallo-romains et romano-hispaniques des Wisigoths. Elle a pour objectif, comme il est écrit dans son préambule, de « faire disparaître toute obscurité dans les lois romaines et le droit ». À cela s'ajoutent des constitutions impériales et des passages de jurisconsultes, ce qui en fait une somme du droit vulgaire de l'Empire d'Occident à cette époque. Une fois que Clovis se rendra maître de la Gaule après la bataille de Vouillé, le bréviaire s'appliquera à toute la Gaule jusqu'au IXe – Xe siècles au travers de résumés de plus en plus sommaires et en prenant des formes locales.

#### Lex Burgundionum
La loi Gombette ou loi des Burgondes (lex Burgundionum dite aussi Lex Gundobada) est un code de lois civiles et pénales promulgué au début du VIe siècle par le roi des Burgondes Gondebaud († 516) à qui elle est attribuée parce que, dans plusieurs manuscrits, le texte est précédé d'un édit par lequel ce prince en ordonne la rédaction. Elle est augmentée par ses successeurs Sigismond († 523/524) et Godomar III, qui fixent les usages à respecter par les sujets burgondes du royaume. Les historiens reconnaissent les différentes versions à leur prologue : celles remaniées par Sigismond et Godomar III sont précédées par la prima constitutio. Les sources en sont le droit romain au travers du Code de Théodose et probablement les Sentences de Julius Paulus.
La loi Gombette a pour complément la « loi romaine des Burgondes » (lex romana Burgundionum) concernant les sujets « romains » du royaume, c'est-à-dire les autochtones gallo-romains. C'est un recueil de 47 chapitres, formé d'extraits de diverses sources de droit romain, notamment les Codes théodosien, grégorien, hermogénien, les Sentences de Julius Paulus et une œuvre du juriste Gaius. Le plus ancien fragment conservé date du VIIe siècle.
Ces deux ensembles de lois restèrent en vigueur sous la domination franque : au IXe siècle, l'archevêque Agobard de Lyon intervient auprès de Louis le Pieux pour en demander l'abrogation et Conrad II se réfère encore à la Lex Burgundionum en 1038, soit après l'intégration du second royaume de Bourgogne au Saint-Empire (cependant, il entendait sans doute par là, non l'ancienne loi, mais le droit coutumier bourguignon en vigueur à son époque).
Inspirée du modèle romain, la loi des Burgondes réunit des constitutions édictées par les rois burgondes, encore que les grands du royaume semblent avoir participé à la rédaction. Elle contient des dispositions relatives au mariage, au droit successoral, aux libertés, aux réparations pour préjudices corporels (Wergeld) et aux peines à appliquer dans les procès opposant des Burgondes entre eux ou à des Romains.

#### Liber Iudiciorum
Le Liber Iudiciorum, également appelé Lex Visigothorum ou Code de Recceswinth, est un corpus législatif du royaume wisigoth, élaboré sous le règne du roi Réceswinthe (653–672), probablement promulgué en 654. On le désigne également parfois sous les noms de Livre des Jugements, Liber Iudicum, Liber Gothorum, Fori Iudicum, Forum Iudicum (ou Forum Judicum) et Forum Iudiciorum.

#### Lex Ripuaria
La Lex Ripuaria ou loi ripuaire est un recueil de droit germanique datant du VIIe siècle, qui est supposé être la loi des Francs ripuaires, mais qui est en fait un code du royaume d'Austrasie. Il est en grande partie à l'origine de la loi saxonne que Charlemagne édicta pour les Saxons en 802. La loi ripuaire apparaît vers 630 à Cologne et est décrite comme un développement tardif des lois franques connues sous le nom de loi salique.

#### Lex Saxonum
La Lex Saxonum est une série de lois émises par Charlemagne entre 782 et 803 dans le cadre de son plan pour soumettre les Saxons. C'est donc un compromis entre les coutumes et statuts traditionnels de ceux-ci et les lois établies pour l'Empire franc.

#### Pactus AlamannorumetLex Alamannorum

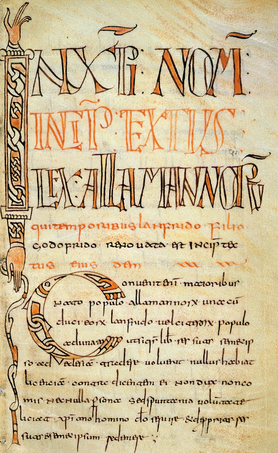
Lex Alamannorum

La loi des Alamans existe actuellement en deux versions : la plus ancienne est celle du pactus Alamannorum (premier tiers du VIIe siècle) dont il reste quelques fragments dans un texte du IXe – Xe siècle. Elle indique les tarifs de composition. La seconde (Lex Alamannorum Lantfridus) qui date des années 727-730, époque de Lantfrid, duc des Alamans, et dont il existe une cinquantaine de manuscrits, comprend trois parties : des questions relatives à l'Église, au duché, et au peuple. Cette dernière reflète un ordre socio-juridique basé sur la distinction entre hommes libres (avec des nuances supplémentaires), semi-libres et non libres. Le copiste, Wandalgarius, auteur des lettrines et du titre également, termina son travail le 1er novembre 793.

#### Lex romana Curiensis
La Lex romana Curiensis, également connue sous le nom de Lex Romana raetica, Lex Romana Utinensis ou Epitome Sancti Galli, est un traité juridique latin du VIIIe siècle de la région de Churraetia. La Lex romana Curiensis est une expression du droit romain vulgaire d'Occident, influencée par des concepts de provenances diverses, notamment franques. Il serait erroné d'y voir un code ayant force de loi ; il s'agit d'un monument culturel, de première importance pour l'histoire des Grisons et du Vorarlberg, et d'un témoignage de l'influence wisigothique en Rhétie. C'est plutôt un manuel utilisé dans l'enseignement juridique qui, néanmoins, aurait pu être la base de la lex et consuetudo rhétienne (loi et coutume) que Charlemagne a confirmée au début des années 770.

### Textes de portée importante à l'intérieur des royaumes germains

#### Décrétion de Childebert
La décrétion de Childebert (du latin decretio : décision) est un texte qui organise et modernise la justice et la police en Austrasie, réforme la loi salique et instaure l'égalité entre les conquérants Francs et la population gallo-romaine. La décrétion fut inspirée et rédigée par la régente Brunehaut ou Brunehilde et instaurée par son fils, le roi Childebert II. La décrétion de Childebert fut énoncée et publiée en février 595.

#### Chlotarii II Edictum
L'Édit de Clotaire, également dénommé décrétion de Clotaire II, Chlotarii II Edictum en latin, ou édit de Paris, est promulgué par le roi des Francs Clotaire II, le 18 octobre 614 à Paris. Il est l'un des plus importants instruments royaux de la période mérovingienne et une marque du développement de la monarchie franque. C'est l'un des derniers capitulaires mérovingiens, une série d'ordonnances juridiques régissant l'Église et le royaume.

#### Edictun Pistense
L'Édit de Pîtres ou de Pistres (latin : Edictun Pistense) est un capitulaire promulgué le 25 juin 864 par Charles II le Chauve à la deuxième des quatre assemblées (conciles) réunies à Pîtres sous son règne entre 861 et 869.
L'acte est considéré comme le plus important du règne de Charles le Chauve avec le capitulaire de Quierzy de 877. Il prend plusieurs décisions qui ont des répercussions politiques, économiques et militaires majeures.

#### Édit de Rothari
L'édit de Rothari, roi des Lombards de 636 à 652, est le plus ancien texte législatif du peuple lombard. Il est proclamé en 643 à Pavie, capitale du royaume lombard d'Italie, devant l'assemblée des hommes libres, qui l'approuvent selon la coutume en frappant leur lance sur leur bouclier.

## Droit anglo-saxon
Le droit anglo-saxon correspond au corps de lois écrites et de coutumes en vigueur en Angleterre au haut Moyen Âge, jusqu'à la conquête normande de 1066.
Plusieurs codes de l'époque anglo-saxonne nous sont parvenus. Il s'agit de ceux d'Æthelberht de Kent et de Hlothhere du début du VIIe siècle ; celui de Eadric de Kent de la fin du VIIe siècle et ceux de Wihtred de Kent et d'Ine du Wessex du début du VIIIe siècle. Aucun n'est rédigé en latin contrairement aux codes germano-romains, mais en langue vernaculaire, c'est-à-dire en vieil anglais. Cette œuvre législative s'est poursuivie sous les rois de la maison de Wessex à partir d'Alfred le Grand (fin du IXe siècle).

### Codes anglo-saxons
Les codes anglo-saxons et les autres loi du Kent du VIIe siècle nous offrent un point de comparaison avec les lois germaniques du continent qu'elles rappellent parfois. Ainsi, une des lois d'Æthelberht semble conserver la trace d'une très ancienne loi germanique : la troisième section dispose que si le roi boit dans la résidence d'un homme, et que quelqu'un commet un acte interdit, il devra payer double pénalité. Cela se réfère probablement à une ancienne coutume des rois voyageant dans le pays, reçus et logés par leurs sujets à leur arrivée. La suite du roi conserve ces droits plusieurs siècles après Æthelberht.

#### Textus Roffensis
Le Textus Roffensis, ou de manière complète Textus de Ecclesia Roffensi per Ernulphum episcopum (littéralement « Le Livre de l'église de Rochester par l'évêque Ernulf »), est un manuscrit écrit entre 1122 et 1124, réunissant des anciens textes de lois, notamment le code d'Æthelberht (voir aussi l'article en anglais plus complet).

#### Code d'Æthelberht de Kent

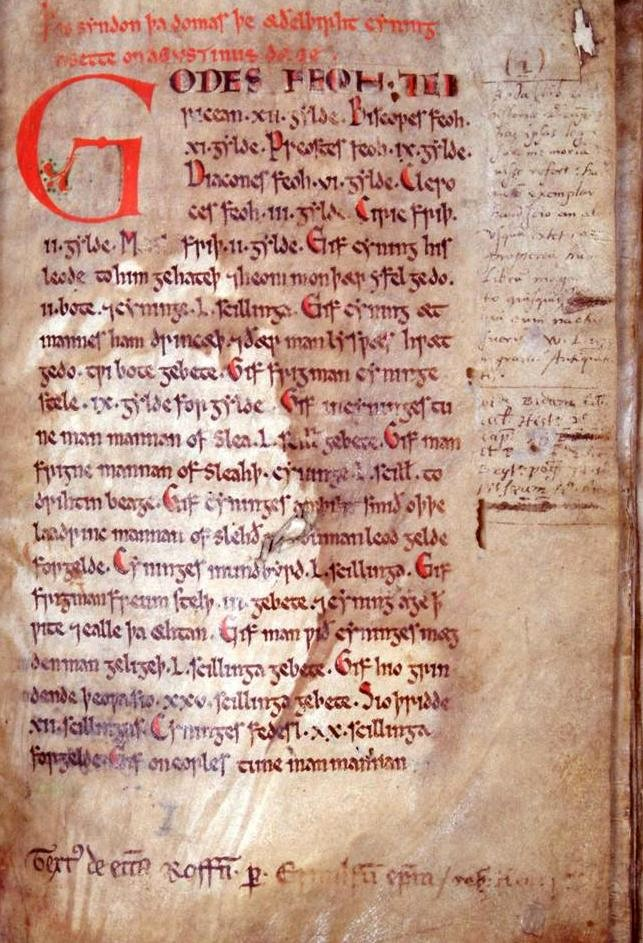
Première page du Textus Roffensis

Le Code d'Æthelberht de Kent, est le plus ancien manuscrit connu des lois d'Æthelberht et se trouve dans le Textus Roffensis, un recueil du XIIe siècle conservé au Medway Studies Centre de Strood, dans le Kent. Brian Simpson est parti de l'hypothèse qu'il « a survécu dans quelque chose qui ressemble étroitement à la forme originale ».
Trois séries de la loi du Kent ont été conservées. Les premières sont celles du roi Æthelberht. La date exacte à laquelle elles ont été promulguées n'est pas connue, mais c'était évidemment après la conversion d'Æthelberht,. Celui-ci publie un recueil de lois divisé en 90 sections,. Le Textus Roffensis contient aussi le seul texte de la dernière version de la loi de Hlothere et de celle d'Eadric (vers 670) ainsi que celle de Wihtred (vers 695).
Ces lois sont les premières d'une série de lois rédigées en langue germanique et elles constituent le plus ancien texte jamais écrit en anglais.
Bède le Vénérable, dans son Histoire ecclésiastique du peuple anglais écrite plus d'un siècle plus tard, vante les vertus d'Æthelbert et dit que « parmi d'autres avantages qu'il a conférés à la race dont il a la garde, il a établi avec les conseils de ses conseillers un code de lois après la manière romaine ». Selon Simpson, il n'y a en effet aucune raison de croire qu'il y ait déjà eu des lois anglaises ou germaniques antérieures.
Elles fournissent donc les premières informations dont nous disposons sur le droit anglais, qui devait devenir l'un des deux grands systèmes de pensée juridique produits en Europe occidentale, le système de common law, l'autre étant celui du Corpus Iuris Civilis, droit romain ou civil.
Le texte des lois commence par un préambule qui dispose que « ce sont les châtiments (dooms) qu'Æthelbert a établis du vivant d'Augustin ». Le mot domas, communément appelé dooms, est presque intraduisible. L'équivalent le plus proche est « jugements », et il est difficile de trouver un équivalent contemporain, ce qui signifie aussi qu'au VIIe siècle, la distinction entre législation et arbitrage n'existait pas vraiment. Aux yeux des contemporains c'est plutôt un ensemble de jugements prononcés par un roi (et son conseil des anciens) qu'un code de lois.
Les 90 lois se composent comme suit : elles visent d'abord en grande partie à prescrire des paiements en argent comme « compensation » pour les torts causés. Il y a d'abord seize clauses traitant des situations où l'indemnisation payable dépend du statut dans la société de la victime, de la plus importante — l'Église et les hommes d'Église — à la moins importante, à savoir les roturiers, en descendant l'échelle sociale par le roi jusqu'aux nobles.
Il y a ensuite quatre clauses, traitant de la participation secondaire à des actes répréhensibles et de leurs niveaux d'indemnisation.
Enfin, les six articles suivants traitent des meurtres et du paiement du wergeld, littéralement le « prix de l'homme » ou la « valeur de l'homme », qui était payable aux parents du défunt. D'autres indemnisations suivent, notamment celles qui correspondent à un nombre impressionnant de voies de fait dans les moindres détails : classé par ordre anatomique en commençant par le haut du corps avec la traction des cheveux dans l'article 33. La clause suivante est pour les tirages plus durs, impliquant un élément de scalpation. Nous descendons ensuite dans l'anatomie humaine anglo-saxonne, atteignant les ongles par la clause 55 et finalement les ongles des pieds par la clause 72. On ne peut qu'admirer la détermination obstinée avec laquelle les lois tentent (mais bien sûr échouent) de couvrir tous les possibles forme de chaos et de fixer avec précision la somme d’argent appropriée.
Les articles 73 à 84 traitent des aspects du droit de la famille et les six derniers concernent le droit relatif aux mandataires familiaux, c'est-à-dire serviteurs et esclaves.
Avant leur promulgation, ces lois faisaient partie du droit coutumier, selon les traditions acceptées par les membres les plus anciens et les plus importants de la communauté, et en particulier par le chef ou le roi suprême et ses conseillers. Bède présente la législation comme une conséquence du succès de la mission de saint Augustin. Une des explications de la mise par écrit de ces lois est qu'elles correspondent aux besoins d'inclure dans la coutume la place de l'Église et de ses membres.
La preuve en serait le premier article qui dispose que « la propriété de Dieu et celle de l'Église seront dédommagées douze fois. Onze fois un évêque. La propriété d'un prêtre a été multipliée par neuf ; la propriété d'un diacre sextuple ; la propriété d'un greffier triple. La violation de la paix sera doublement compensée lorsqu'elle affectera une église ou un lieu de rencontre. » Mais Brian Simpson remarque que ce premier barème d'indemnisation fixé contraste étrangement avec celui prévu à l'article 4, qui dispose que « si un homme libre vole le roi, il devra rembourser un montant neuf fois » et il déclare qu'« il semble à peine concevable que la propriété d'un prêtre et celle du roi se situent au même niveau ». En outre, les autres articles ne traitent pas de ce qu'on pourrait donner comme dédommagement en cas de violence sur des hommes d'Église. Elles sont aussi très éloignées des recommandations du pape Grégoire le Grand à Augustin vers 600/601.
Finalement on constate qu'il n'y a pas eu vraiment d'influence de l'Église et notamment d'Augustin dans la rédaction de ce code. Cependant Simpson pense que ces lois ont l'énorme avantage d'avoir un tarif fixe qui offre des alternatives définitives à la contre-violence. C'est ce qui constitue pour lui l'influence chrétienne. Ce que les lois d'Æthelbert étaient soucieuses d'introduire dans la société était une idée nouvelle — qu'il n'était pas faux de prendre de l'argent au lieu du sang. Cela représente un changement spectaculaire, et nous pouvons voir dans les lois la tentative inspirée par l'Église d'introduire une alternative nouvelle et miséricordieuse à la tradition des représailles. Une autre raison de leur mise par écrit est que les hommes d'Église savaient lire et écrire et que cela a rendu possible les lois d'Ethelbert qui auraient servi d'aide-mémoire à partir duquel les lois pouvaient être lues par des religieux à des citoyens éminents et importants.

#### Code de Hlothere et Eadric
La loi de Hlothhere et Eadric est un texte juridique anglo-saxon. Il est attribué aux rois du Kent Hloþhere (décédé en 685) et Eadric (décédé en 686), et semble donc remonter à la seconde moitié du VIIe siècle. C'est l'un des trois codes du Kent du début, avec la loi de Æthelberht du début du VIIe siècle et la loi de Wihtred du début du VIIIe siècle. Écrit dans un langage plus modernisé que ceux-ci, la loi de Hlothhere et Eadric met davantage l'accent sur la procédure légale et n'a pas de contenu religieux.

#### Codes de Wihtred et d'Ine du Wessex

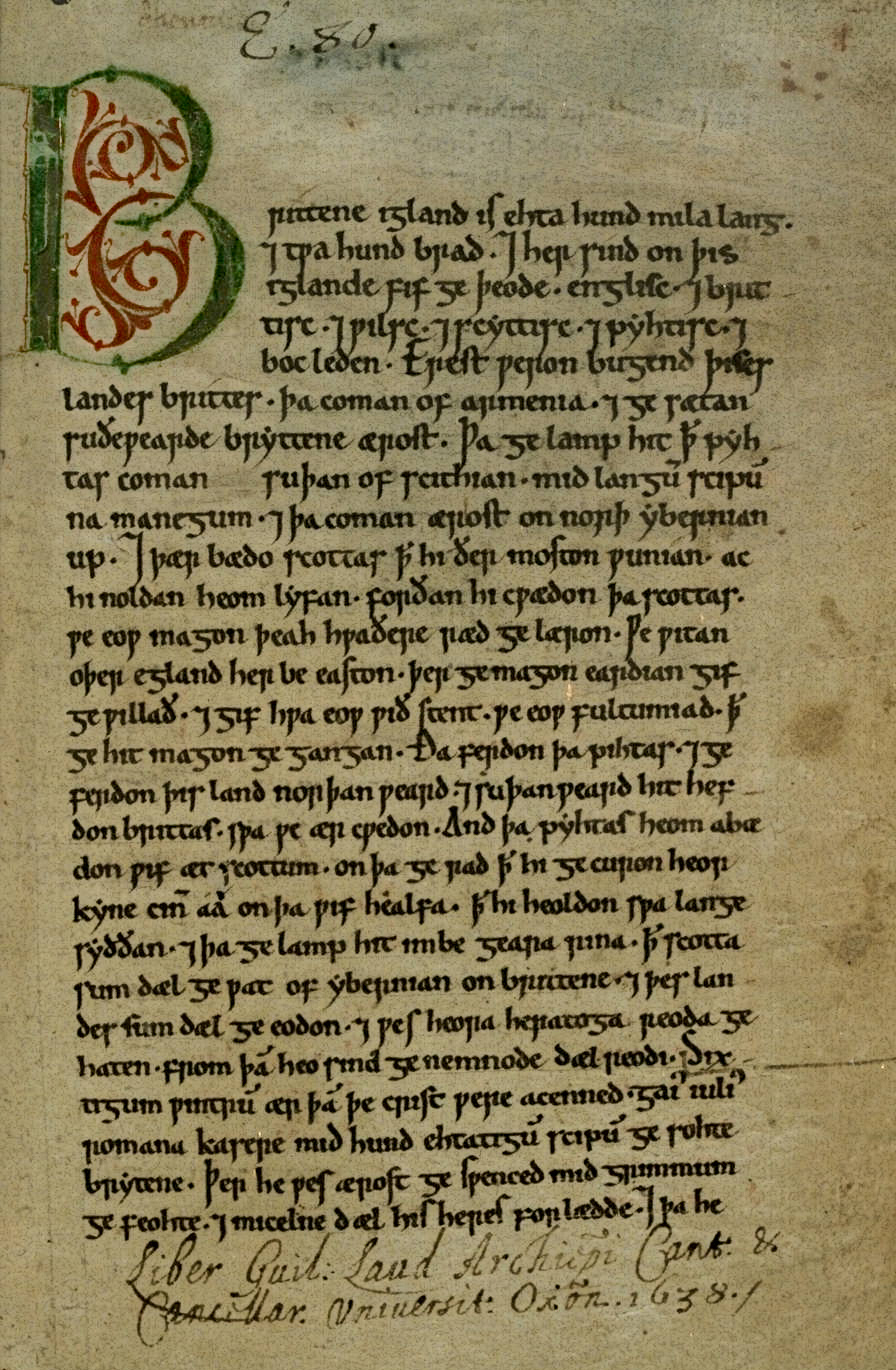
Première page de la Chronique de Peterborough

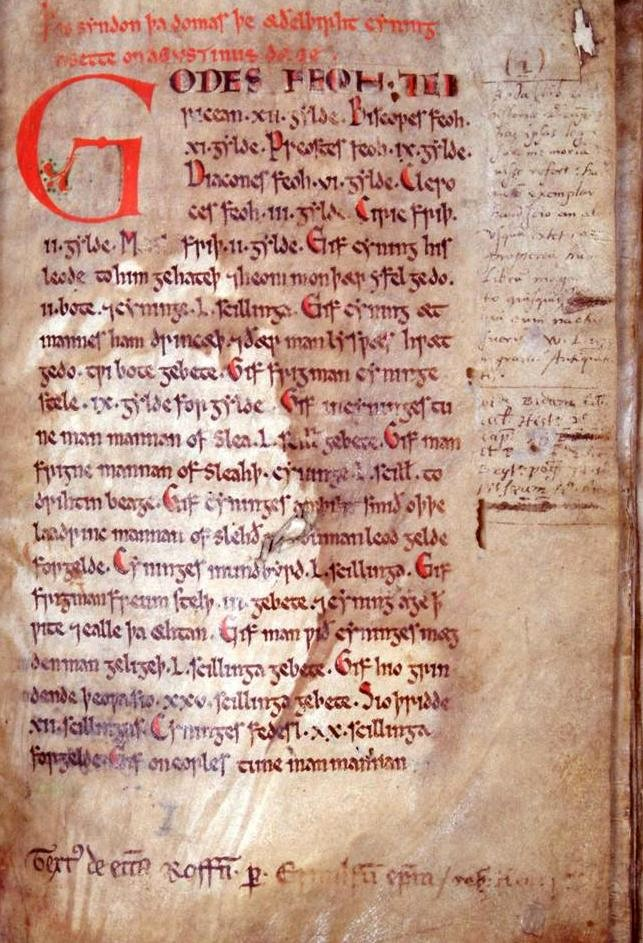
Première page du Textus Roffensis

Les dates des codes de Wihtred et d'Ine sont quelque peu incertaines, mais il y a des raisons de croire que les lois de Wihtred ont été publiées le 6 septembre 695, tandis que les lois d'Ine ont été écrites en 694 ou peu avant. Ine avait récemment conclu des accords pacifiques avec Wihtred au sujet de l'indemnisation pour la mort de Mul, et il semblerait que les deux dirigeants aient collaboré dans une certaine mesure à l'élaboration de leurs lois. En plus de la coïncidence du calendrier, une clause apparaît sous une forme presque identique dans les deux codes. Un autre signe de collaboration est que les lois de Wihtred utilisent le gesith, un terme saxon occidental pour noble, à la place du terme Kentor eorlcund. Il est possible qu'Ine et Wihtred aient émis les codes de loi comme un acte de prestige, pour rétablir l'autorité après des périodes de perturbation dans les deux royaumes. Les lois de Wihtred, écrites près d'un siècle plus tard après celles d'Aethelgerd, sont les premières lois à se concentrer sur l'intégration de l'Église dans la société, car elles contiennent pas moins de 15 clauses, sur 28, qui traitent explicitement de l'Église et de sa position dans la société, ou présupposent son existence. Les lois d'Ine ne survivent que parce qu'Alfred le Grand les a annexées à son propre code de lois.

#### Code d'Alfred le Grand
Le Doom Book, « Dōmbōc », le code d'Alfred encore appelé Legal Code of Alfred the Great était le code de lois (dooms étant des lois ou des jugements) compilé par Alfred le Grand (vers 893). Ce dernier a codifié trois codes saxons antérieurs — ceux d'Æthelberht de Kent (vers 602), celui d'Ine de Wessex (vers 694) et celui d'Offa de Mercie (vers 786) — auxquels il préfixa les dix commandements de Moïse et incorpora les règles de vie du Code Mosaic et du code d'éthique chrétien.

### Chartes anglo-saxonnes

#### État des sources
La charte anglo-saxonne est généralement un document officiel, en latin, enregistrant l'octroi par le roi de terres ou de privilèges à une maison religieuse ou à un profane. Les chartes qui nous restent ont été rédigées à partir des années 670 et vont jusqu'à la conquête normande.
Leurs formes et les circonstances de leur production variaient en fonction du contexte et changent avec le temps : à partir du milieu du IXe siècle, elles incorporent souvent une clause détaillée, en ancien anglais, décrivant les limites de la propriété concernée et certains dessinateurs du Xe siècle ont trouvé des raisons de fournir des informations inhabituellement précises sur la date et le lieu de délivrance.
Le nom « charte » est aussi attribué à divers documents en vieil anglais comme des enregistrements de procès, des testaments (parmi eux, par exemple, la volonté du roi Alfred le Grand), des lettres, mais aussi des écrits royaux.
Le corpus comprend environ 1 600 textes, la plupart sous forme de copies d'originaux réalisées par les compilateurs de cartulaires entre le XIe siècle et le XVIe siècle, ou par les premiers antiquaires modernes, mais aussi sous leur forme originale pour 300 d'entre eux. Il en existe 250 autres sous forme de traces, classées comme perdues ou incomplètes. Ces chiffres ne représentent qu'une faible proportion (peut-être un dixième) du nombre total pour la période anglo-saxonne.

#### Portée
Les chartes constituent l'une des principales sources pour la connaissance de l'Angleterre anglo-saxonne. Elles complètent les chroniques anglo-saxonnes et d'autres sources littéraires, et servent de cadre de référence entre 670 et 1066.
Elles permettent de reconstituer les carrières individuelles des rois, des reines, des athelings, des archevêques, des évêques, des abbés, des prêtres royaux, des ealdormen et des thegns. Elles constituent la preuve des intérêts fonciers de laïcs ou de familles élargies ; leurs listes de témoins donnent un aperçu de l'évolution de la composition du conseil du roi.
Elles permettent de mieux comprendre les politiques et les aspirations de ceux-ci, qu'ils soient anciens ou établis depuis peu, mais traitent aussi de la condition paysanne. De façon générale, elles abordent divers aspects de l'histoire ecclésiastique, sociale et culturelle.
Bien sûr, ces documents, comme le serment de Strasbourg, fournissent la preuve de la compétence (ou non) des dessinateurs et des scribes dans la composition et l'écriture de la prose latine et vernaculaire ; ils ont une très grande importance pour l'étude de la langue et de son évolution (changements sonores, caractéristiques diagnostiques des dialectes régionaux, évaluation du rôle du mot écrit dans la société laïque).
En ce qui concerne la géographie, ils permettent de reconstruire les limites d'un domaine ancien et d'examiner d'autres aspects de l'utilisation des terres dans un passé lointain (dans de nombreux cas, ils représentent des domaines qui correspondent étroitement aux limites de la paroisse moderne).
En termes de droit, elles ont longtemps gardé une valeur de preuve quant à tout ce qu'elles contenaient (titre de propriété ou de privilèges), ou comme partie intégrante de l'identité historique de la maison religieuse.

## Lois des peuples celtiques

### Lois des brehons
Les lois des brehons ont été écrites durant la période du vieil irlandais (600-900) et sont présumées refléter les lois traditionnelles de l'Irlande pré-chrétienne. Néanmoins, le prologue pseudo-historique semble indiquer une influence chrétienne. On y mentionne l'action de saint Patrick pour que les lois soient conformes à la morale chrétienne. Ces lois séculaires ont existé parallèlement avec le droit canon, et sont parfois entrées en conflit avec lui au début de la période chrétienne. Elles ont régi la vie quotidienne et la politique en Irlande jusqu'à l'invasion normande de 1171.

### Lois des scots
La nature du droit écossais avant le XIIe siècle est largement spéculative, mais il s'agissait très probablement d'un système de droit populaire appliquant une tradition juridique coutumière spécifique à des cultures dans certaines zones géographiques de l'époque comme la loi des brehons pour les Gaëls (Scoti et hommes de Galloway et Ayrshire), la loi galloise pour les habitants des plaines d'Yr Hen Ogledd, la loi Udal pour les nordiques de Caithness et les îles, et la coutume anglo-saxonne dans le Lothian.

## Lois scandinaves
Les meilleures sources d'informations sur le système juridique viking se trouvent en Islande, où il était le plus documenté. La saga Eyrbyggja, par exemple, décrit les comptes rendus des compromis faits à l'Althing. Au chapitre 46, l'arbitre et son jury facilitent le règlement suivant :
« Il a été convenu que la blessure que Thord Bling a reçue au fjord d'Alfta devrait annuler celle infligée à Thorodd Snorrason. La blessure de Mar Hallvardsson et le coup que Steinthor a donné à Snorri le prêtre sont considérés comme étant l'équivalent de la mort des trois hommes au fjord d'Alfta. Les tueries à Styr, l'une de chaque côté, se sont annulées mutuellement, tout comme les meurtres de Bergthor et les blessures des Thorbrandssons dans le combat sur le fjord Vigra. Le meurtre de Freystein Bofi a été opposé au meurtre d'un des hommes de Steinthor au fjord d'Alfta. Thorleif Kimbi a été indemnisé pour la jambe qu'il avait perdue. Le meurtre d'un des hommes de Snorri au fjord d'Alfta a été jugé équivalent à l'agression illégale que Thorleif Kimbi avait commise en provoquant le combat. Toutes les autres blessures se sont annulées, et toutes celles qui ne l'étaient pas ont été payées, et ainsi ils se sont séparés en termes amicaux. Tout le monde a honoré ce règlement aussi longtemps que Steinthor et Snorri étaient tous les deux en vie.»
En 1117, l'Althing décida que toutes les lois devaient être écrites et cela fut accompli à la ferme de Hafliði Másson au cours de l'hiver et elles ont été publiées l'année suivante. Le codex résultant est connu sous le nom de lois de l'oie grise (islandais : Grágás), un ensemble de lois qui comprenaient des lois civiles islandaises et les lois qui régissaient l'église chrétienne d'Islande.

### Les Grágás
Les lois de l'oie grise (islandais : Grágás) sont un recueil de lois de la période de l'État libre islandais. Le terme Grágás était à l'origine utilisé dans une source médiévale pour désigner un recueil de lois norvégiennes et a probablement été utilisé à tort pour décrire le recueil existant de lois islandaises au XVIe siècle. Ces lois étaient vraisemblablement en vigueur jusqu'en 1262-1264 en Islande, date à laquelle elle a été prise par la couronne norvégienne.
Selon Ari Thorgilsson, les premières lois islandaises ont été calquées sur celles de la côte ouest de la province de Gulathing. Celles-ci ont été introduites en Islande par un immigrant de Norvège nommé Úlfljótr, au cours des années 920.
Après plusieurs années de modification et de révision, les lois d'Úlfljótr ont été approuvées par une première assemblée. À l'issue de cette réunion, l'Assemblée générale annuelle connue sous le nom d'Althing a été créée. Chaque été suivant, les Islandais se réuniraient à Thingvellir pour des réunions législatives et judiciaires qui étaient supervisées par le lögsögumad.

### L'âge des Vikings
La première loi écrite de ce qui est maintenant la Suède semble être le Forsaringen, un anneau de fer de la porte de l'église de Forsa dans le Hälsingland, qui porte une inscription runique, longtemps considérée comme étant du haut Moyen Âge et récemment datée du IXe  ou  Xe siècle. La signification précise de l'inscription est incertaine, mais semble énumérer des amendes, l'amende doublant pour chaque nouvelle infraction.
Les textes législatifs suédois les plus anciens et les plus importants sont les lois provinciales (en suédois landskapslag). Les provinces de Suède, ou landskap, étaient des pays pratiquement séparés les uns des autres et avaient des lois particulières. On sait que celles-ci ont existé dans les provinces de Västergötland, d'Östergötland, de Dalarna, d'Hälsingland, de Södermanland, d'Uppland, de Västmanland, de Värmland et de Närke. Une loi provinciale, Gutalagen, existait également pour le Gotland. En Finlande, les lois communes locales n'étaient pas codifiées, mais dans certaines parties du pays, elles étaient basées sur la loi du Hälsingland.
Dans les temps anciens, les lois étaient mémorisées par un locuteur (le lögsögumad) et, elles ont commencé à être transposées par écrit vers 1200.

## Droit byzantin
Le droit byzantin, tout comme l'Empire byzantin, hérita ses principales institutions politiques, sociales et culturelles de Rome, et se constitua initialement à partir du droit romain. Pendant plusieurs siècles, les deux grandes codifications du droit romain, menées respectivement par Théodose II et Justinien furent les pierres angulaires de la législation byzantine.

### Droit byzantinà la haute époque byzantine (IVesiècle-VIIIesiècle)

#### Corpus juris civilis
Le Corpus juris civilis, de son nom latin signifiant littéralement « corpus de droit civil », est la plus grande compilation du droit romain antique. Le premier volet du corpus date de 528, la seconde version de 533. Il comprend le code Justinien (en latin : Codex Justinianeus ou Codex Justiniani).

#### Écloga
L'Écloga ou Éclogue (du grec ancien ἐκλογή / eklogḗ, « choix, sélection ») est un code de loi introduit en 726 (ou 741) par Léon III, empereur de Byzance, et son fils Constantin V. À une époque où les lois byzantines étaient nombreuses et complexes, l'Écloga se veut une sélection, une simplification et une « grecquification » du Code Justinien.

### Droit byzantinà l'époque méso-byzantine (VIIIe–XIIesiècle)

#### Épanagogue
L'Épanagogue (en grec ancien : Ἐπαναγωγή / Epanagōgḗ, « retour »), ou plus exactement l'Eisagogue (en grec ancien : Εἰσαγωγή [τοῦ νόμου] / Eisagōgḗ [toû nómou], « introduction [à la loi] ») est un code de loi promulgué en 886. Débuté sous l'empereur Basile Ier le Macédonien (r. 867-886), il n'est achevé que sous son fils et successeur Léon VI le Sage (r. 886-912). Comme le suggère son nom, il devait être une introduction à la législation des Basiliques, publiés plus tard sous le règne de Léon.

#### Basiliques
Les Basiliques (en grec : Βασιλικά [sc. νόμιμα], « lois impériales ») sont un code législatif de l'Empire byzantin, promulgué à la fin du IXe siècle par l'empereur Léon VI le Sage.

## Droit arabo-musulman
Après la conquête d’une partie de l’Empire byzantin, les Arabes musulmans sont entrés en contact avec la philosophie grecque et la théologie chrétienne. Ils ont alors produit un savoir appelé « sciences », les sciences religieuses islamiques (al ’ulûm al-islâmîya). C'est ainsi que le droit musulman (al-fiqh), l'étude de la tradition islamique (as-sunna) (comportant la science du ẖadîth et de la sîra, le commentaire du Coran (at-tafsîr), la théologie (al-kalâm) et enfin la mystique (at-tasawwuf) font leur apparition.
Le droit musulman, al-fiqh, est donc une science sacrée. Il puise sa matière dans le Coran, la Sunna (tradition), l'unanimité (ijmâ’) des Compagnons du Prophète (Sahaba), mais aussi dans des procédés techniques de raisonnement dont le principal est l'analogie (qiyâs), raisonnement qui doit s'appliquer sur les sources fondamentales. Celui qui pratique le fiqh est le faqîh (pl. fuqahâ’), que nous traduisons par juriste(s).
Dans les débuts de l'islam le mot fiqh désignait plus particulièrement les procédés de raisonnement. Il correspondait alors au mot ra’y, opinion, jugement indépendant des sources fondamentales.

### Périodisation
Dans l'histoire du droit islamique la plupart des ouvrages arabes modernes adoptent à peu près la même périodisation. Ils distinguent :
1. la période de constitution du droit musulman qui correspond à la mission du prophète Mahomet ;
2. la période des grands Compagnons du Prophète (Sahaba) qui correspond à l'époque des califes Râchidûn ;
3. la période des petits Compagnons et des Suivants, qui correspond aux Umayyades jusque vers 720 ;
4. la période des grands juristes, de cette date jusqu'au Xe siècle, c'est-à-dire à la « fermeture des portes de l'ijtihâd» : c'est la grande époque abbasside, celle de la diffusion des écoles dans leur zone d'influence en même temps que les grandes doctrines de chaque rite étaient compilées.

### Écoles de pensée
Quatre écoles de pensée religieuse forment le droit musulman. Le mot madhhab ou mazhab (arabe : مذهب [maḏhab], pluriel : مذاهب [maḏâhib], conception ; école juridique musulmane) fait référence notamment dans le sunnisme et dans le chiisme à l'une des voies suivies dans l'interprétation des sources traditionnelles (Coran et Sunna). Ce terme se rapporte au fiqh, la jurisprudence musulmane. Les écoles suivantes sont classées par date de naissance de leur fondateur.

#### Hanafisme
Ne doit pas être confondu avec hanifisme. Le hanafisme (arabe : حنفي, Ḥanafī) est la plus ancienne des quatre écoles religieuses islamiques sunnites (madhhab) de droit musulman et de jurisprudence (fiqh). Elle porte le nom du théologien et jurisconsulte Abou Hanifa an-Nou'man ibn Thabit (699-767), un tabi’i de Koufa dont les opinions juridiques ont été sauvegardées principalement par ses deux élèves les plus importants, Abou Yoûsouf (735-798) et Mouhammad Al-Shaybânî (749-805). Les autres grandes écoles de la charia dans l'islam sunnite sont le malikisme, le chaféisme et le hanbalisme.

#### Jafarisme
L'école juridique (madhhab) chiite dite Ja'fariya (jafarisme, aussi appelée école des Ahlul bayt) est la première école islamique d'interprétation du fiqh du Coran d'inspiration chiite qui a été fondée. Son fondateur, Ja'far al-Sâdiq (702-765) est un descendant direct du Prophète et sixième imam de l'islam chiite duodécimain.

#### Malikisme
La grande mosquée de Kairouan (également appelée mosquée Oqba Ibn Nafi) avait, depuis le IXe siècle, la réputation d'être l'un des plus importants centres d'enseignement de la jurisprudence malikite. Le malikisme ou malékisme (en arabe : مذهب مالكي) est l'une des quatre madhahib, écoles classiques du droit musulman sunnite. Il est fondé sur l'enseignement de l'imam Mālik ibn Anas (711-795), juriste (faqîh), théologien et traditionniste (mouhaddith) qui naquit à Médine.

#### Chaféisme
Le chaféisme, parfois orthographié shafiisme ou chafiisme, est l'une des quatre écoles (madhhab) de jurisprudence (fiqh) de l'islam sunnite. Elle a été fondée sur l'enseignement de l'imam Ash-Shâfi'î (767-820) et de ses disciples. Elle est considérée comme un compromis entre les écoles hanafite et malikite.

#### Hanbalisme
Le hanbalisme est, avec le malikisme, le hanafisme et le chaféisme, l'une des quatre écoles de pensée religieuse formant le droit musulman de l'islam sunnite. Prônant l'origine divine du droit en réaction au mutazilisme inspiré par la philosophie grecque du VIIIe siècle, le hanbalisme doit son nom à son théoricien, l'imam Ahmed bin Hanbal (780-855). Il est l'élève de l'imam ach-Châfi`î, juriste fondateur du madhab chaféite.

## Traités du haut Moyen Âge
| Traité du VIe siècle                                       | Traité du VIIe siècle                               | Traité du VIIIe siècle | Traité du IXe siècle | Traité du Xe siècle                                                                                                 |
| ---------------------------------------------------------- | --------------------------------------------------- | --- | --- | --- |
| - Traité d'Andelot - Paix éternelle (532) - Traité de Dara | - Ashtiname - Traité d'Houdaybiya - Pacte de Najran | - Donation de Sutri - Pacte d'Umar - Constitution de Médine - Pacte de Tudmir - Donation de Pépin - Traité byzantino-bulgare (716) | - Traité entre Alfred et Guthrum - Traité de Compiègne (867) - Traité d'Entrammes - Traité de Heiligen - Traité de Meerssen - Pactum Lotharii - Pax Nicephori - Traité de Prüm (855) - Traité de Ribemont - Traité byzantino-bulgare (816) - Traité de Verdun - Traité de Wedmore | - Traité de Bonn - Traité de Constantinople (907) - Traité de Saint-Clair-sur-Epte - Traité de Constantinople (945) |

## Notices d'autorité
Pour le droit arabo-musulman : 
- GND